# La Barrière de chair
Pour plus de détails, voir Fiche technique et Distribution.
La Barrière de chair (肉体の門, Nikutai no mon) est un film japonais réalisé par Seijun Suzuki, sorti en 1964.

## Fiche technique
- Titre : La Barrière de chair
- Titre original : 肉体の門 (Hana to dotō?)[1]
- Réalisation : Seijun Suzuki
- Scénario : Gorō Tanada (ja), d'après un roman de Taijirō Tamura (ja)
- Photographie : Shigeyoshi Mine
- Musique : Naozumi Yamamoto
- Décors : Takeo Kimura
- Montage : Akira Suzuki (ja)
- Société de production : Nikkatsu
- Pays de production :  Japon
- Langue originale : japonais
- Format : couleur - 2,35:1 (cinémascope) - 35 mm - son mono (Westrex Recording System)
- Genre : drame
- Durée : 90 minutes[2] (métrage : neuf bobines - 2 472 m[2])
- Date de sortie :
  - Japon : 31 mai 1964[2]

## Distribution
- Yumiko Nogawa : Maya de Bornéo
- Joe Shishido : Shintarō Ibuki
- Satoko Kasai[3]: Osen
- Tomiko Ishii (ja) : Oroku
- Kayo Matsuo (ja) : Mino la Jeep
- Misako Tominaga (ja) : Machiko
- Kōji Wada (ja) : Abe
- Keisuke Noro (ja) : le chef yakuza
- Eimei Esumi (ja) : l'amant de Machiko
- Isao Tamagawa (ja) : Horidome
- Hiroshi Chō (ja) : le vendeur de patates douces
- Chico Rowland : le pasteur